# Улрих фон Негенданк
Улрих фон Негенданк (на немски: Ulrich von Negendank Herr auf Eggerdorf; * 1639; † 1695) е благородник от род Негенданк от Мекленбург, господар в Егердорф и Наудин.
Той е син на (Ханс) Албрехт фон Негенданк, господар в Егердорф (1611 – 1640) и съпругата му Маргарета фон Кардорф (1613 – 1669), дъщеря на Мелхиор фон Кардорф († 1620) и Урсула фон Шверин (1581 – 1654). Внук е на мекленбургския дворцов майстер и херцогски съветник Улрих фон Негенданк († 1622), господар в Егердорф и Наудин, и Елизабет фон Валслебен (1590 – 1665). Правнук е на Детлоф фон Негенданк и Доротея фон Щралендорф. Потомък е на Детлев фон Негенданк († сл. 1229). Роднина е на Брунвард Негенданк († 1238), епископ на Шверин (1191 – 1238).
Сестра му Урсула Доротея фон Негенданк е омъжена 1655 г. за Хинрих фон Шперлинг, господар в Рубов и Туров (1622 – 1670).

## Фамилия
Улрих фон Негенданк се жени за Агнеса Доротея фон Бер (1645 – 1701), дъщеря на Хинрих Улрих фон Бер, господар в Хугелсдорф (1608 – 1677) и Агнеса Маргарета фон Кардорф. Те имат дъщеря:
- Катарина Луиза фон Негенданк (1674 – 1727), омъжена 1698 г. за Хартвиг фон Бюлов (1674 – 1711), господар в Камин